# Restigné
Restigné és un municipi francès, situat al departament de l'Indre i Loira i a la regió de Centre – Vall del Loira. L'any 2007 tenia 1.173 habitants.

## Demografia

### Població
El 2007 la població de fet de Restigné era de 1.173 persones. Hi havia 502 famílies, de les quals 129 eren unipersonals (47 homes vivint sols i 82 dones vivint soles), 200 parelles sense fills, 153 parelles amb fills i 20 famílies monoparentals amb fills.
La població ha evolucionat segons el següent gràfic:
Habitants censats

### Habitatges
El 2007 hi havia 621 habitatges, 504 eren l'habitatge principal de la família, 64 eren segones residències i 54 estaven desocupats. 592 eren cases i 27 eren apartaments. Dels 504 habitatges principals, 428 estaven ocupats pels seus propietaris, 72 estaven llogats i ocupats pels llogaters i 4 estaven cedits a títol gratuït; 4 tenien una cambra, 26 en tenien dues, 94 en tenien tres, 127 en tenien quatre i 252 en tenien cinc o més. 394 habitatges disposaven pel capbaix d'una plaça de pàrquing. A 240 habitatges hi havia un automòbil i a 217 n'hi havia dos o més.

### Piràmide de població
La piràmide de població per edats i sexe el 2009 era:
| Homes | Edats   | Dones |
| ----- | ------- | ----- |
| 0     | 95 o +  | 0     |
| 4     | 90 a 94 | 0     |
| 8     | 85 a 89 | 12    |
| 4     | 80 a 84 | 12    |
| 20    | 75 a 79 | 32    |
| 60    | 70 a 74 | 48    |
| 40    | 65 a 69 | 52    |
| 32    | 60 a 64 | 48    |
| 20    | 55 a 59 | 24    |
| 40    | 50 a 54 | 40    |
| 40    | 45 a 49 | 28    |
| 56    | 40 a 44 | 52    |
| 24    | 35 a 39 | 40    |
| 36    | 30 a 34 | 32    |
| 36    | 25 a 29 | 24    |
| 32    | 20 a 24 | 16    |
| 36    | 15 a 19 | 36    |
| 52    | 10 a 14 | 52    |
| 44    | 5 a 9   | 28    |
| 28    | 0 a 4   | 24    |

== Economia ==El 2007 la població en edat de treballar era de 697 persones, 489 eren actives i 208 eren inactives. De les 489 persones actives 450 estaven ocupades (264 homes i 186 dones) i 40 estaven aturades (15 homes i 25 dones). De les 208 persones inactives 92 estaven jubilades, 52 estaven estudiant i 64 estaven classificades com a «altres inactius».
El 2009 a Restigné hi havia 519 unitats fiscals que integraven 1.253,5 persones, la mediana anual d'ingressos fiscals per persona era de 17.498 €.
Dels 59 establiments que hi havia el 2007, 5 eren d'empreses alimentàries, 1 d'una empresa de fabricació de material elèctric, 1 d'una empresa de fabricació d'altres productes industrials, 5 d'empreses de construcció, 10 d'empreses de comerç i reparació d'automòbils, 2 d'empreses de transport, 3 d'empreses d'hostatgeria i restauració, 3 d'empreses d'informació i comunicació, 1 d'una empresa financera, 4 d'empreses immobiliàries, 5 d'empreses de serveis, 14 d'entitats de l'administració pública i 5 d'empreses classificades com a «altres activitats de serveis».
Dels 12 establiments de servei als particulars que hi havia el 2009, 1 era una oficina de correu, 1 taller de reparació d'automòbils i de material agrícola, 1 paleta, 1 guixaire pintor, 1 fusteria, 1 lampisteria, 4 perruqueries, 1 restaurant i 1 saló de bellesa.
Dels 4 establiments comercials que hi havia el 2009, 2 eren fleques i 2 carnisseries.
L'any 2000 a Restigné hi havia 87 explotacions agrícoles que ocupaven un total de 1.092 hectàrees.

## Equipaments sanitaris i escolars
El 2009 hi havia 1 farmàcia i 2 ambulàncies.
El 2009 hi havia una escola elemental integrada dins d'un grup escolar amb les comunes properes formant una escola dispersa.

## Poblacions properes
El següent diagrama mostra les poblacions més properes.